# Lidköping
Lidköping es una ciudad en Vestrogotia y Skaraborg. En el Municipio de Lidköping, Provincia de Västra Götaland, Lidköping es la ciudad principal, además de ser la 45.ª ciudad más grande de Suecia. Lidköping tuvo 25 644 habitantes 2010. Lidköping se cuenta como la sede de Skaraborg occidental.

## Geografía
Al norte de la ciudad hay el gran lago Vänern y al sur de Lidköping se extienden grandes tierras agrícolas, en un paisaje llano llamado Västgötaslätten. El río Lidan atraviesa la ciudad dividiéndola en dos partes.

## Historia
Lidköping se fundó 1446 por Cristóbal de Baviera y fue la primera ciudad establecida alrededor del lago Vänern. Durante esta época empezó a desarrollarse el transporte marítimo que desde entonces representa un elemento importante en la vida económica de la ciudad. Por la incipiente exportación de madera de los bosques alrededor de Vänern, Lidköping se transformó de una ciudad de interior en un puerto marítimo. Alrededor de 1650, la ciudad decidió someterse al control del conde Jacob De la Gardie, pero en 1655 volvió a ser administrada por la Corona sueca. En 1670, para recuperar la pérdida, el hijo de Jacob De la Gardie, Magnus Gabriel De la Gardie obtuvo el derecho a fundar una nueva ciudad en el lado oeste del río Lidan. Entonces había dos ciudades, cada una en una ribera del río. Pero en 1683, ambas ciudades volvieron a la administración de la Corona. Estas dos ciudades originarias tuvieron alcaldes por separado hasta el año 1705 y a partir de este año, Lidköping pasó a ser considerada una entidad única. Hoy en día la parte occidental se llama «Nye stan» (La ciudad nueva) y la oriental «Gammel stan» (La ciudad antigua). 

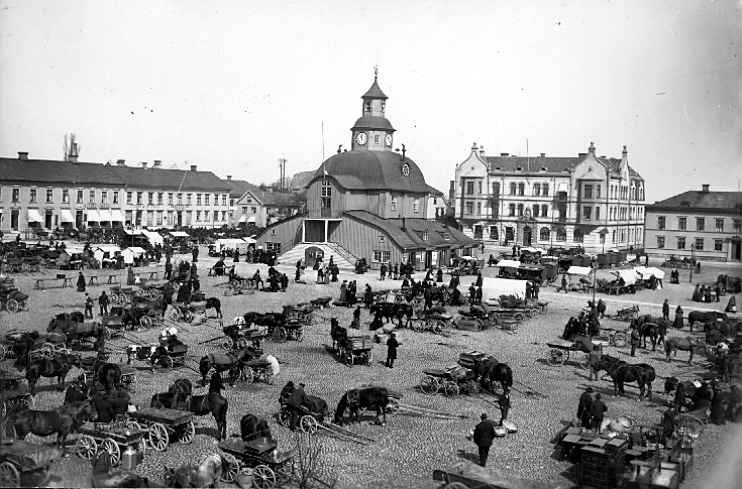
La plaza de la ciudad nueva «Nya stadens torg» con el famoso ayuntamiento, Lidköping

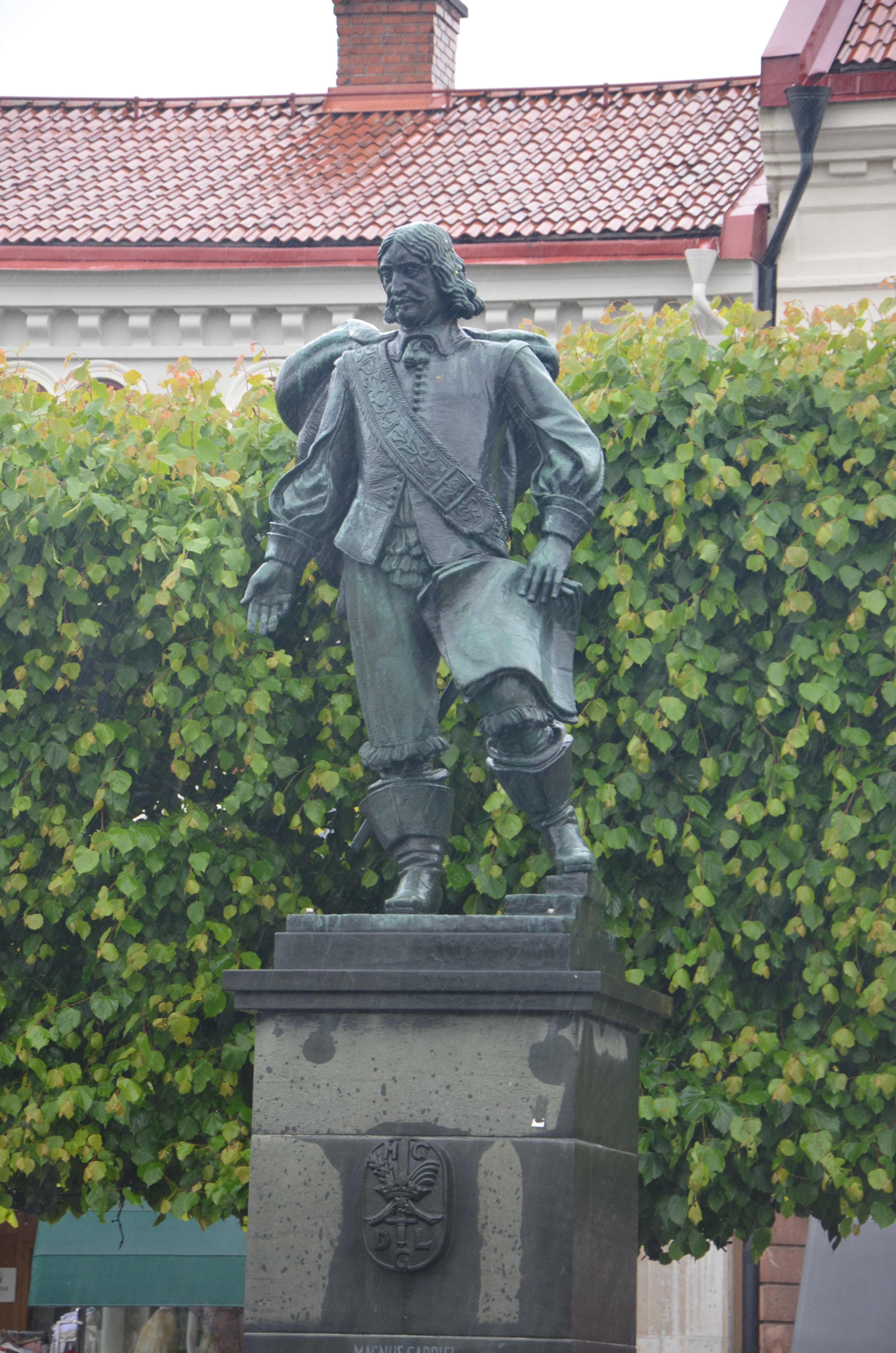
Estatua de Magnus Gabriel De la Gardie en la Plaza de la ciudad nueva

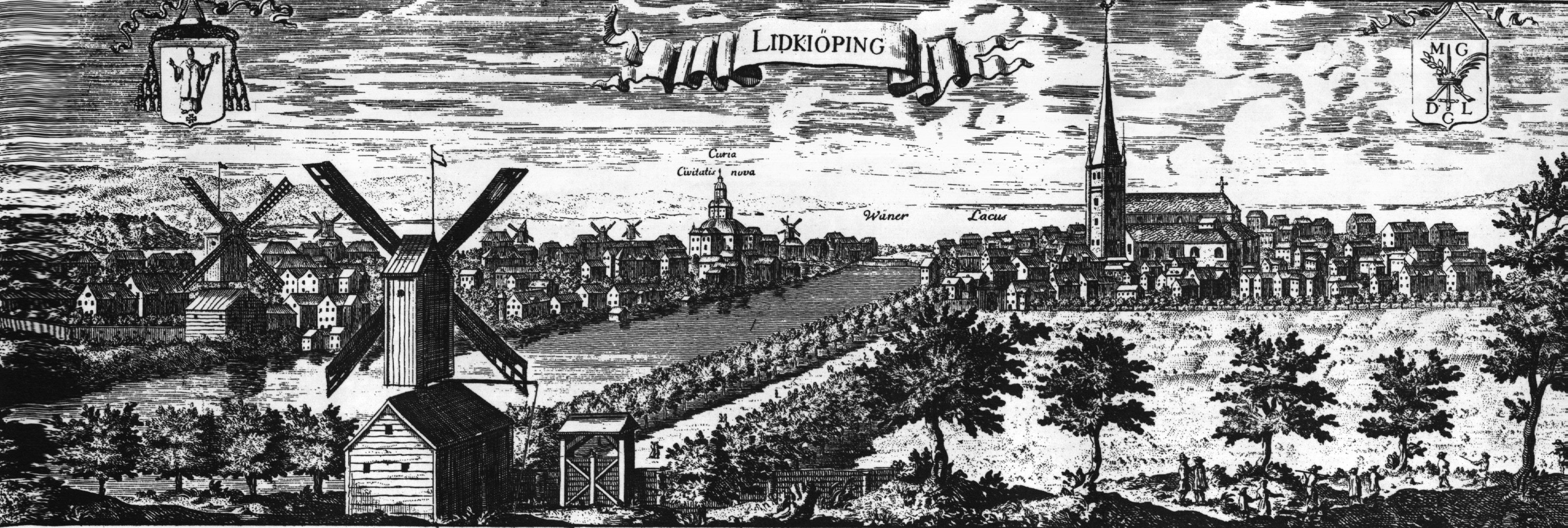
Lidköping alrededor de 1700, de Suecia Antiqua et Hodierna

## Transporte

### Puerto

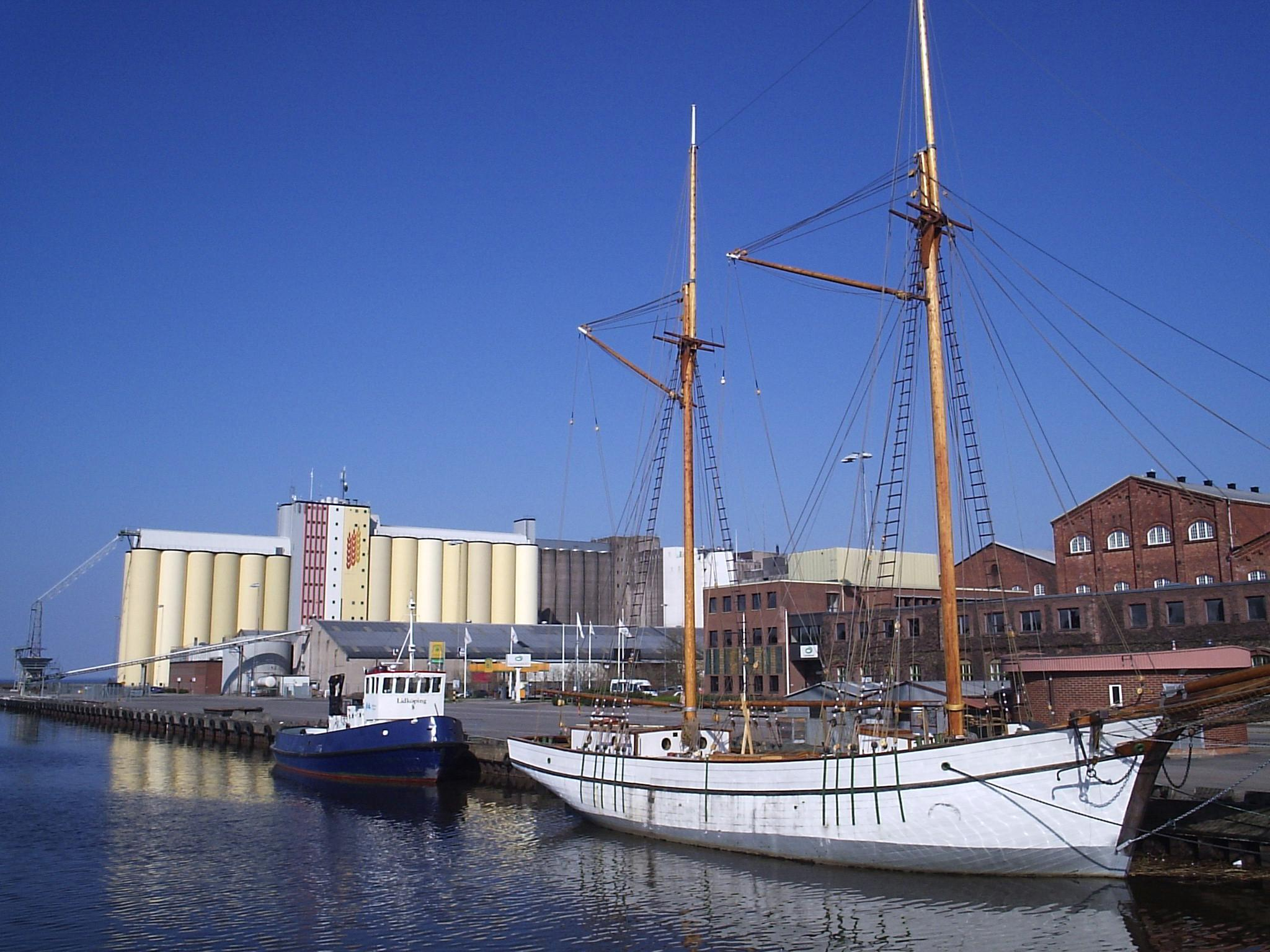
El puerto oriental

Como una gran parte del municipio es aleñada al Vänern el puerto de Lidköping siempre ha sido de gran importancia para la ciudad y la región. El puerto de Lidköping transportó 468 419	
toneladas en 2009, haciendo el puerto el segundo más grande de Vänern.

### Carretera
Hay una carretera nacional que atraviesa la ciudad y la conecta con la costa de oeste, con ciudades como Trollhättan y Uddevalla y con la parte norteña de Västergötland y Suecia oriental. Otra carretera corre en dirección al sur y vincula Lidköping con E20.

### Ferrocarril
Hay ferrocarril que conecta Lidköping con Gotemburgo y Örebro.

### Aeropuerto
Hovby flyplats y la flotilla de Skaraborg con aeropuertos de Såtenäs y de Råda existen en el municipio.

## Deporte

### Fútbol
Lidköpings FK